# Fase G1
O G1 é um período no ciclo celular durante a interfase, após citocinese e antes da fase S. Para muitas células, esta fase é o maior período de crescimento celular durante a sua vida útil. Durante esta nova fase organelas estão a ser sintetizadas, desta forma a célula exige tantas proteínas e enzimas estruturais o que resulta em uma grande quantidade de síntese protéica. A taxa metabólica da célula será elevada. G1 consiste de quatro subfases:
- 1. Competência (g1a)
- 2. Entrada (g1b)
- 3. Progressão (g1c)
- 4. Assembléia (g1d)

Estas subfases podem ser afetadas por fatores limitantes do crescimento, abastecimento de nutrientes e inibição de fatores adicionais. Uma célula humana durante seu processo de divisão a cada 24 horas gasta 9 horas na fase G1. [1]
Uma célula pode sofrer uma pausa na fase G1 antes de entrar na fase S e entra num estado de dormência chamado a fase G0. A maioria das células dos mamíferos fazem isso. A fim de se  dividir, a célula re-entra no ciclo na fase S.

## Status do genoma
O DNA de uma célula G1 eucariótica diplóide é 2n, o que significa que há dois conjuntos de cromossomos presentes nas células. Organismos haploides, como algumas leveduras, serão 1n, portanto possuirão uma cópia de cada cromossomo presente.

## Ponto de restrição
Existe um "ponto de restrição" presente no final da fase G1. Neste ponto, há uma série de salvaguardas para garantir que o DNA está intacto e que a célula está funcionando normalmente. Funcionalmente, as salvaguardas existentes são conhecidas como proteocinases cíclicas dependentes (CDK). As proteínas G1 CDK  podem ativar uma variedade de fatores de transcrição dos genes. Estes incluem genes, que são responsáveis pela síntese das proteínas e de DNA S fase proteínas CDK [1].